# مت چارمن
مت چارمن (انگلیسی: Matt Charman؛ زادهٔ ۵ ژوئن ۱۹۷۹) یک فیلم‌نامه‌نویس و نمایش‌نامه‌نویس اهل بریتانیا است.
وی فیلم‌نامه‌نویس فیلم‌هایی همچون سوئیت فرانسوی و پل جاسوس‌ها بوده است.